# Baronne Hulot d'Ervy
Pour les articles homonymes, voir Hulot.
La baronne Hulot d'Ervy est un personnage de La Comédie humaine, d'Honoré de Balzac, qui apparaît uniquement dans La Cousine Bette. Née Adeline Fischer en 1790, dans un village des Vosges, elle épouse par amour le baron Hulot qui rajoute à son nom celui de son lieu de naissance (Ervy), pour se distinguer de son frère, le maréchal Hulot.
Après leur mariage, en 1806, et pendant une vingtaine d'années, le baron Hulot d'Ervy est amoureux fou de sa femme qui fait aussi l'admiration du maréchal Hulot. Adeline est aussi belle et bonne que sa cousine Élisabeth Fischer est laide et méchante. Pour son malheur, cette cousine vient rejoindre le couple à Paris, en 1809.
Peu après 1815, le baron Hulot, qui s'était illustré dans les guerres napoléoniennes, est cassé par les Bourbons. L'homme se dégrade et sombre dans la débauche. Par amour pour lui, Adeline ferme les yeux sur ses infidélités et le console quand une de ses maîtresses l'a abandonné.
Mais elle ne peut rien contre les manigances de sa cousine Élisabeth et de Valérie Marneffe qui joignent leurs efforts à la fois pour ruiner le baron et pour détruire le couple de la fille d'Adeline, Hortense, avec Wenceslas Steinbock.
Elle s'abaisse inutilement avec Célestin Crevel, en 1838, mais, grâce au soutien de la duchesse de Carigliano, elle est associée aux œuvres de bienfaisance de madame de la Chanterie. Et c'est ainsi qu'elle réussit à retrouver son mari alors que celui-ci avait disparu sous un faux nom.
En 1841, elle le ramène chez son fils, Victorin Hulot d'Ervy, et vit une courte période heureuse. Mais lorsqu'elle surprend son mari avec une fille de cuisine, elle meurt de chagrin en 1845.
Pour les références, voir :